# Dom Abbondio
Dom Abbondio é um personagem fictício do romance Os Noivos (em italiano: I promessi sposi), de Alessandro Manzoni.
O personagem do religioso abre a narração do mais famoso romance em língua italiana. É uma pessoa hesitante, mesquinha, cobarde, que evita todas as dificuldades e obstáculos que encontra pelo caminho; como escreve Manzoni, é "um vaso de barro entre tantos vasos de ferro ".

## Traços de carácter
Dom Abbondio é o pároco de uma pequena aldeia da província de Lecco e é o primeiro personagem que Manzoni apresenta ao leitor, depois da introdução geográfico-histórica com a qual o romance começa. É famosa a forma como se dirige a Renzo Tramaglino, para o confundir com um uso mistificador e prevaricador de frases latinas obscuras. Outra piada famosa de Dom Abbondio, que mais tarde se tornou proverbial, está no início do capítulo VIII, em que, enquanto lê distraidamente na sua poltrona, rumina para si mesmo:
Citação: Carneade! Chi era costui? (Carneade! Quem era esse?)
O personagem é descrito do ponto de vista físico: tem dois olhos cinzentos, baixa estatura e constituição corpulenta, "Duas grossas mechas de cabelo (...) duas sobrancelhas grossas, dois bigodes grossos, um cavanhaque grosso, tudo grisalho, e espalhado sobre aquele rosto moreno e enrugado, poderia assemelhar-se a arbustos cobertos de neve" (cap. VIII). A sua idade não é especificada, mas no cap. I diz-se que "o pobre homem conseguiu passar sessenta anos sem grandes tempestades". O cura nasceu, portanto, antes de novembro de 1568 . O sobrenome do personagem, como o próprio Manzoni afirma, não é mencionado no manuscrito do qual o autor afirma ter extraído a história do romance.
O autor, indulgente e misericordioso para com Dom Abbondio, combina o compromisso de uma denúncia do egoísmo, que está na raiz da cobardia do padre, com a exaltação daquele ideal ético-religioso que o temeroso cura nunca seguiu com firmeza de consciência. Um ideal que pode ser encontrado na figura do Cardeal Frederico Borromeu. Francesco De Sanctis escreve: "Como em Dom Rodrigo, também em Dom Abbondio o sentido do bem e do mal é obscurecido, e o mundo é olhado e julgado através de uma atmosfera viciada. O demónio do poderoso Don Rodrigo é o orgulho; o demonio do fraco Dom Abbondio é o medo. A contradição entre o dever e o medo gera uma situação cómica que é tanto mais saliente quanto mais ele tenta escondê-la. E a dissimulação não é hipocrisia e duplicidade, o que o tornaria odioso e desprezível, mas antes uma consequência do seu medo".